# 百頭
百頭是佛教經典中記載的一條怪魚，因長有百個不同动物的头部而得名。佛經記載他前世爲迦葉佛時期的出家人，名叫迦毗梨，因造惡口業得此果報。日本的說話故事集《今昔物語集》中记名爲“百头鱼”。

## 外觀
百頭是一條碩大的怪魚，頭上還長有马 、猴、犬、豚、虎、狐、羊、蛇等百種不同的動物的頭。

## 因緣
漢傳《賢愚經》和《出曜經》記載：
釋迦牟尼佛從摩竭陀国竹林精舍帶領眾僧到梨越河邊，見漁夫從河中撈出一條大怪魚，其軀體碩大，足有千人才能拉上岸。眾人一瞧，此魚的頭上還長了象、马、猴、犬、豚（豬）、骆驼、驴、羊、狮、虎、狼、蛇等等百种兽类的头，樣貌駭人。這時，佛陀上前問了三遍“你是不是迦毗梨？”怪魚均答“是”。佛陀問：“昔日教導你邪法者，今在何處？”怪魚答：“在地獄受苦。”阿難見此，上前請佛陀說出怪魚因緣。佛陀開示道：
“昔日迦葉佛住世時，怪魚的前世是婆羅門種，名叫迦毗梨，自小在世間智上聰慧多聞，但不如沙門。其母問‘有人能勝過你嗎？’，迦毗梨答‘我每有疑問，沙門能答，沙門問我，我則不能答，我不如沙門。’其母便慫恿他假裝出家，待學到沙門智慧就還俗，以此爭勝。
“迦毗梨憑藉聰明，出家後讀誦三藏，能解義理。其母又問他：‘現在還有人能勝過你嗎？’迦毗梨答：‘雖學義理，但我每有疑問，坐禪者能答，坐禪者問我，我則不能答，我不如坐禪者。’其母聽了便教他與沙門辯論不過時就辱罵他們，以此爭勝。迦毗梨照做，每每辱罵道：‘你等癡人能知什麼法，蠢如豬頭’，又或如‘馬頭’、‘猴頭’、‘狗頭’等百種獸頭之名，以此因緣，來生便得此長有百頭的果報。”
阿難問：“他何時能擺脫此身？”佛陀答：“賢劫千佛依次出世後，他仍不能脫離百頭身。”
佛陀以此因緣，教導大眾要防止造下惡口業。